# Rosse woelmuizen
De rosse woelmuizen (Clethrionomys; voorheen bekend als Myodes) zijn een geslacht van knaagdieren uit de onderfamilie van de woelmuizen (Arvicolinae). De naam van dit geslacht stond voorheen bekend als Myodes, maar in 2019 bleek die naam een synoniem voor het geslacht Lemmus. Hierdoor kon deze naam niet langer gebruikt worden voor de rosse woelmuizen, die sindsdien in het geslacht Clethrionomys worden geplaatst.

## Soorten
Er worden 5 soorten in dit geslacht geplaatst:
- Clethrionomys californicus (Merriam, 1890)
- Clethrionomys centralis (Miller, 1906)
- Clethrionomys gapperi (Vigors, 1830) – Noordelijke rosse woelmuis
- Clethrionomys glareolus (Schreber, 1780) – Rosse woelmuis
- Clethrionomys rutilus (Pallas, 1779) – Kleine rosse woelmuis